# Сурхохи
Сурхохи — река в России, протекает по Назрановскому району Республики Ингушетия. Правый приток Сунжи.

## География
Река берёт начало в селе Сурхахи. Течёт на запад, впадает в Сунжу в селе Экажево. Устье реки находится в 239 км по правому берегу реки Сунжа. Длина реки составляет 9 км, площадь водосборного бассейна — 88,5 км².
Притоки реки Сурхохи — реки Конч (правый) и Бари-Эли (левый).

## Данные водного реестра
По данным государственного водного реестра России относится к Западно-Каспийскому бассейновому округу, водохозяйственный участок реки — Сунжа от истока до города Грозный. Речной бассейн реки — Реки бассейна Каспийского моря междуречья Терека и Волги.
Код объекта в государственном водном реестре — 07020001112108200005451.